# Tributil estanho
Tributilestanhos (ou TBT) são compostos de fórmula química (n-C4H9)3Sn-X, em que X é um anião, ou um grupamento aniônico de carga unitária. Algumas vezes tributilestanho se refere ao composto em que X é o hidrogênio, ou seja, o hidreto de tributilestanho.

## TBT (Tributil-estanho)
O TBT é um composto polar, hidrofóbico, e lipofílico. Os compostos organo-estânicos (OEs) têm como fórmula geral RnSnX4-n , onde R é um grupo alquilo, X uma espécie aniônica (carga negativa) como o cloro (Cl) ou outro grupo funcional, e n varia entre 1 e 4. O número de ligações Carbono-Estanho (C-Sn) caracteriza as propriedades dos OEs. Os produtos triorganoestânicos (n=3) como o TBT, apresentam elevada toxicidade para os seres vivos (Felizzola, 2005).
O TBT foi introduzido no mercado nos anos 40 nos EUA, e na Europa na década de 50. Com grande utilidade na indústria dos plásticos e em tintas anti-incrustantes para barcos, a sua elevada difusão no meio marinho tornou-se uma preocupação ambiental a nível mundial. Afirma-se actualmente que é a substância mais tóxica produzida pelo homem que foi deliberadamente introduzida no meio marinho. Até à década de 90, o consumo mundial de organo-estânicos (OE) cresceu de 1500 para 50 000 toneladas/anos (Borges, 1997).
Libertado para o meio através das tintas dos barcos, a decomposição deste composto pode ser mediada através de uma variedade de processos físicos, químicos e biológicos. Nos ecossistemas aquáticos a degradação biológica é a mais significativa, apresentando um tempo de vida médio de alguns dias até vários meses, dependendo da temperatura e biomassa algal. O TBT sofre degradação no ambiente de uma forma sequencial, para DBT (di-butil-estanho), MBT (mono-butil-estanho) e posteriormente estanho inorgânico. A concentração de DBT e MBT aumenta em profundidade, ao contrário do TBT que apresenta pouca dispersão, difunde-se perto do local onde foi introduzido, nomeadamente áreas de elevado tráfego marítimo como portos e marinas (Dobson & Cabridenc, 1990).

## Utilidades
Inicialmente o TBT foi utilizado como composto estabilizador que inibe a degradação do Polivinilo de Cloreto (PVC) pelo efeito da luz e/ou calor. Posteriormente foi comercializado em larga escala em tintas antivegetativas ou anti-incrustantes, utilizadas em cascos de barcos, redes e jaulas de aquacultura a fim de impedir a fixação, até cinco anos, de organismos como algas e invertebrados (p. ex. mexilhão, cracas, etc.). Utilizado também na agricultura como pesticida, conservante de madeiras, e numa escala menor em desinfectantes e tratamentos algicidas em materiais de construção (Borges, 1997).

## Efeitos e consequências
Estudos efectuados nos gastrópodes hermafroditas Nucella lapilus e Nassarius obsoletus, demonstraram a super-imposição de órgãos sexuais masculinos (pénis e/ou vaso deferente) sobre as fêmeas, sendo este fenómeno conhecido actualmente por “imposex”. O grau de desenvolvimento do pénis e frequência de “imposex” foi relacionada com níveis de TBT e estes eram mais intensos nas proximidades de portos. O imposex pode surgir com concentrações de TBT de cerca de 0,5 ng l-1, verificando-se a inibição da oogénese pela espermatogénese. Em todas as fêmeas contaminadas verificam-se elevadas concentrações de androgénios e testosterona, hormonas caracteristicamente masculinas. Em condições naturais, os androgénios são convertidos em estrogénios, hormonas básicas femininas, pela enzima citocromo P-450 aromatase. O TBT ao partilhar as mesmas vias metabólicas das hormonas, inibe esta transformação quer por desactivação deste complexo, ou por competição (Borges, 1997).
A assimilação de compostos de estanho pelos organismos ocorre com a exposição directa ao composto ou através da alimentação. A capacidade de degradação do TBT acumulado nos tecidos varia de espécie para espécie. Os organismos que conseguem metabolizar o TBT fazem-no através de um conjunto de reacções que envolve a enzima citocromo P450 do sistema mono-oxigenase, o qual hidroxila o TBT a α-, β-, γ- e δ-hidroxibutil de estanho. Este último composto é altamente polar sendo rapidamente eliminado pelo organismo. Organismos filtradores como os moluscos, mostram pouca capacidade de metabolizar o TBT e como consequência, acumulam-no nos tecidos. Este fenómeno coloca os moluscos como potenciais bioindicadores da contaminação de TBT nos ecossistemas marinhos. Existe também uma grande possibilidade de biomagnificação, i.e. transferência deste composto através da cadeia trófica, representando um risco para a saúde humana (Borges, 1997).

## Tendências actuais e futuras
De um modo geral, as concentrações de TBT na água do mar variam entre 10 e 100 ng/l em alguns estuários, cerca de 1 µg/l em zonas fechadas como portos e marinas e, nos sedimentos geralmente excedem três ou quatro vezes as concentrações registadas na água. Na biota, os níveis de bioacumulação variam entre 2,5 e 500 µg l-1 (Borges, 1997). É importante salientar que estas concentrações são influenciadas localmente pela dinâmica marinha da área em estudo e proximidade de portos ou marinas. O conhecimento do impacto ambiental dos compostos organo-estânicos levou à regulamentação e banição do uso destes produtos em alguns países Europeus desde a década de 80. Em 1996 o Comité de Protecção do Ambiente Marinho das Nações Unidas (MEPC) decidiu retirar gradualmente as tintas à base de TBT até 2003, com a banição do seu uso a partir de 2006. Presentemente, existem evidências que a contaminação por TBT nos oceanos tem vindo a diminuir (Borges, 1997).